# Aftagelig krave
En aftagelig krave er en krave til skjorter, som kan tages af og sættes fast med med specielle knapper: kraveknapper. Kraven er normal fremstillet af en anden type stof end skjorten, og er stort set altid hvid. Når den tages af kan den blive stivet for at få en hård pap-agtig konsistens.

## Historie
Nogle mener, at Hannah Montague opfandt kraven i Troy, New York i 1827 efter hun havde klippet kraven af hendes mands skjorter for at vaske dem og syet dem fast igen. Pastor Ebenezar Brown, der var en erhvervsmand fra byen, fortsatte med at kommercialisere den. Fremstilling med aftagelige kraver og de tilhørende skjorter blev en stor industri for Troy.
Senere begyndte man at bruge stivelse til at få afstivet krave, og i en kort periode blev også andre dele af skjorten: bryst (kaldet 'klipfisk') og manchetter, konstrueret så de kunne tages af blive stivet på samme måde. I takt med, at der blev lagt mere vægt på at skjorten skulle være komfortabel begyndte brugen af aftagelig stivet krave at aftage. Skjorter til brug med smoking og kjole og hvidt fremstilles dog stadig med stivet bryst og krave, og tidligere var sidstnævnte ofte aftagelig.
Den britiske tv-serie Downton Abbey, der foregår på en britisk herregård mellem 1912 og 1925, har i nyere tid fået interessen for aftagelige kraver til at stige.